# Nati nel 1668
| Questa pagina contiene informazioni ricavate automaticamente dalle voci biografiche con l'ausilio del template Bio e di un bot. L'aggiornamento è periodico e automatico e ricostruisce completamente la pagina. Se manca una persona in questa lista, sei pregato di non aggiungerla, ma accertati piuttosto che la sua voce biografica contenga il template Bio e che i dati anagrafici siano correttamente compilati. Se il template Bio manca, inseriscilo tu stesso o, in alternativa, metti l'avviso {{tmp\|Bio}} che ne segnala la mancanza. Se i dati riportati sono sbagliati, correggi direttamente la voce biografica; le modifiche saranno visibili in questa lista entro pochi giorni. Per chiarimenti vedi il progetto biografie. La lista contiene solo le 89 persone che sono citate nell'enciclopedia e per le quali è stato implementato correttamente il template Bio. Pagina aggiornata al 26 mar 2025. |

## Gennaio(3)
- 5 gennaio - Johanna Herolt-Graff, pittrice, disegnatrice e illustratrice tedesca
- 6 gennaio - Jean Gilles, compositore francese († 1705)
- 28 gennaio - Pietro Baratta, scultore italiano († 1729)

## Febbraio(3)
- 2 febbraio - Vincenzo Bichi, cardinale e arcivescovo cattolico italiano († 1750)
- 9 febbraio - Antonio Maria Marini, pittore italiano († 1725)
- 20 febbraio - Giovanni Battista Cotta, presbitero e scrittore italiano († 1738)

## Marzo(6)
- 9 marzo - Augustin Coppens, pittore e incisore fiammingo († 1740)
- 12 marzo - Giacinto Gimma, abate e critico letterario italiano († 1735)
- 17 marzo - Johann Hübner, geografo, storico e insegnante tedesco († 1731)
- 20 marzo - Giuseppe Bonatti, organaro italiano († 1752)
- 27 marzo - Cornelio Bentivoglio, cardinale, arcivescovo cattolico e scrittore italiano († 1732)
- 30 marzo - Giuseppe Ignazio D'Arcour, nobile italiano († 1727)

## Aprile(5)
- 5 aprile - Giuseppe Bolagnos, nobile, diplomatico e politico spagnolo († 1732)
- 6 aprile - Tommaso Campailla, filosofo, poeta e medico italiano († 1740)
- 18 aprile - Giuseppe Maria Positano, arcivescovo cattolico italiano († 1730)
- 22 aprile - Giovanni Paolo Torti Rogadei, abate e vescovo cattolico italiano († 1742)
- 23 aprile - Francesco Fontana, architetto e ingegnere italiano († 1708)

## Maggio(3)
- 6 maggio - Alain-René Lesage, romanziere e commediografo francese († 1747)
- 9 maggio - Gioacchino Federico di Schleswig-Holstein-Sonderburg-Plön, principe danese († 1722)
- 18 maggio - Jacques-Antoine Arlaud, pittore e miniatore svizzero († 1743)

## Giugno(3)
- 7 giugno - Theodorus van der Croon, arcivescovo vetero-cattolico olandese († 1739)
- 23 giugno - Louis François Marie Le Tellier de Barbazieux, politico e nobile francese († 1701)
- 23 giugno - Giambattista Vico, filosofo, storico e giurista italiano († 1744)

## Luglio(5)
- 6 luglio - Pieter Burman il Vecchio, filologo classico olandese († 1741)
- 13 luglio - Carlo Federico di Anhalt-Bernburg, principe tedesco († 1721)
- 17 luglio - Marino III Caracciolo, V principe di Avellino, principe, militare e diplomatico italiano († 1720)
- 21 luglio - Federico Enrico di Sassonia-Zeitz-Pegau-Neustadt, principe tedesco († 1713)
- 22 luglio - Joseph Le Moyne de Sérigny, militare francese († 1734)

## Agosto(1)
- 20 agosto - Domenico Lazzarini, umanista, filologo e presbitero italiano († 1734)

## Settembre(6)
- 3 settembre - Elisabetta di Meclemburgo-Güstrow, nobildonna tedesca († 1738)
- 7 settembre - Laurenz Tanner, politico svizzero († 1729)
- 8 settembre - Giorgio Baglivi, anatomista italiano († 1707)
- 16 settembre - Maddalena Claudia del Palatinato-Zweibrücken-Birkenfeld, nobile tedesca († 1704)
- 23 settembre - Pompeo Aldrovandi, cardinale e arcivescovo cattolico italiano († 1752)
- 28 settembre - Gabriele Hawa, arcivescovo cattolico siriano († 1752)

## Ottobre(9)
- 3 ottobre - Uberto Benvoglienti, storico italiano († 1733)
- 14 ottobre - Caspar Commelin, botanico e medico olandese († 1731)
- 15 ottobre - Johannes Schuyler, politico statunitense († 1747)
- 17 ottobre - Giovanni Francesco Maria Tenderini, vescovo cattolico italiano († 1739)
- 18 ottobre - Giovanni Giorgio IV di Sassonia, nobile tedesco († 1694)
- 24 ottobre - Petr Brandl, pittore boemo († 1735)
- 29 ottobre - James Littleton, militare e politico inglese († 1723)
- 30 ottobre - Sofia Carlotta di Hannover, regina († 1705)
- 30 ottobre - Giuseppe Tonelli, pittore italiano († 1732)

## Novembre(11)
- 1º novembre - Francesco Maria Tansi, vescovo cattolico italiano († 1723)
- 10 novembre - François Couperin, compositore, clavicembalista e organista francese († 1733)
- 10 novembre - Luigi III di Borbone-Condé, generale francese († 1710)
- 11 novembre - Johann Albert Fabricius, bibliografo e bibliotecario tedesco († 1736)
- 13 novembre - Crispino da Viterbo, religioso italiano († 1750)
- 14 novembre - Johann Lucas von Hildebrandt, architetto austriaco († 1745)
- 18 novembre - Federico Guglielmo di Schleswig-Holstein-Sonderburg-Augustenburg, nobile danese († 1714)
- 19 novembre - Filippo Guglielmo Augusto del Palatinato, nobile tedesco († 1693)
- 24 novembre - Felicjan Konstanty Szaniawski, vescovo cattolico polacco († 1732)
- 27 novembre - Henri François d'Aguesseau, giurista e politico francese († 1751)
- 30 novembre - Guglielmo Augusto di Sassonia-Eisenach, duca tedesco († 1671)

## Dicembre(8)
- 9 dicembre - Lodovico Pico della Mirandola, cardinale italiano († 1743)
- 11 dicembre - Domenico Maria Viani, pittore italiano († 1711)
- 11 dicembre - Apostolo Zeno, poeta, librettista e giornalista italiano († 1750)
- 16 dicembre - Jean-François-Paul Le Fèvre de Caumartin, vescovo cattolico francese († 1733)
- 16 dicembre - Constantyn Netscher, pittore olandese († 1723)
- 16 dicembre - Antonio Francesco Valenti, funzionario e arcivescovo cattolico italiano († 1731)
- 21 dicembre - Carlo Tommaso Maillard de Tournon, cardinale e patriarca cattolico italiano († 1710)
- 31 dicembre - Herman Boerhaave, medico, chimico e botanico olandese († 1738)

## Senza giorno specificato(26)
- Thomas Archer, architetto inglese († 1743)
- Giuseppe Benaglio, giurista, scrittore e storico italiano († 1735)
- Isabella FitzRoy, duchessa di Grafton, nobile inglese († 1723)
- Joseph Bingham, storico britannico († 1723)
- George Byng, I visconte Torrington, ammiraglio e diplomatico inglese († 1733)
- Stefano Durazzo, doge († 1744)
- Emmanuel Théodose de La Tour d'Auvergne, duca di Bouillon, nobiluomo francese († 1730)
- Basil Feilding, IV conte di Denbigh, nobile e politico inglese († 1717)
- Domenico Guidobono, pittore italiano († 1746)
- Andreas von Gundelsheimer, medico e botanico tedesco († 1715)
- Nicola van Houbraken, pittore italiano († 1733)
- Raimondo Manzini, pittore italiano († 1744)
- Fanchon Moreau, soprano francese
- Maria Elena Panzacchi, pittrice e disegnatrice italiana († 1737)
- Giulio Quaglio il Giovane, pittore italiano († 1751)
- Claude Rabuel, matematico e gesuita francese († 1768)
- Anikita Ivanovič Repnin, generale russo († 1726)
- Bartolomeo Rota, mercante e nobile italiano († 1751)
- Antonio Simbenati, pittore italiano
- George Sorocold, ingegnere inglese († 1738)
- Sultan Husayn, sovrano persiano († 1726)
- Carlo Antonio Tavella, pittore italiano († 1738)
- Ilario Tranquillo, teologo e scrittore italiano († 1743)
- Jurij Jur'evič Trubeckoj, ufficiale russo († 1739)
- Thomas Woolston, teologo inglese († 1733)
- Artus Timoleone Luigi di Cossé-Brissac, militare francese († 1709)